# 天心壶
天心壶（学名：Amorphophallus bankokensis）是天南星科魔芋属的植物。分布在泰国以及中国大陆的云南省等地，生长于海拔570米至1,000米的地区，一般生长在石灰岩山密林中，目前尚未由人工引种栽培。